# Tom Poes en het ding X13
Tom Poes en het ding X13 is een ballonstripverhaal  uit de Tom Poes-reeks. Het verhaal stond in afleveringen in de Donald Duck in de nummers 6 tot en met 20 van 1984. Eerdere publicatie was in 1953 in het weekblad Wereldkroniek . Het werd door Oberon in 1984 uitgegeven als album en kreeg hier nummer 31. In 1997 werd het heruitgegeven door Big Balloon.

## Samenvatting
Tom Poes en heer Bommel zien op de jaarbeurs in Rommeldam een nieuwe uitvinding van professor Prlwytzkofsky: een metalen doos genaamd het "ding X13". Aan de buitenkant ziet het eruit als niets bijzonders, maar het kan zich in van alles en nog wat kan veranderen, afhankelijk van de code die men invoert. Heer Bommel koopt het ding X13 van de professor. 
Doordat heer Bommel totaal niet met de uitvinding om kan gaan, gaat voortdurend vrijwel alles mis. Het ding X13 verandert zich eerst in een razendsnelle auto, en later in een helikopter. Tom Poes komt op het idee om het ding zich in een tuinmeubel te laten veranderen, waardoor ze weer veilig op de grond landen. Ze komen echter precies in de tuin van de markies de Canteclaer terecht, die niet is gediend van hun aanwezigheid.
Als Tom Poes en heer Bommel uiteindelijk via de bodem van de zee op de Albatros belanden en het ding ook dit schip ernstig beschadigt, worden ze door de woedende kapitein Wal Rus samen met de professor – die inmiddels ook is gearriveerd – op een afgelegen eiland achtergelaten. Heer Bommel drukt alle knoppen van het ding tegelijk in, omdat hij erachter wil komen hoe het werkt. Dat blijkt echter fataal voor het ding X13, dat explodeert. 
Tom Poes en heer Bommel worden door de professor meegenomen en afgezet in een haven.

## Film
- Dit is een van de negen verhalen die in 1959/1960 verfilmd werd voor de Amerikaanse markt, maar niet uitgebracht. Dat gebeurde echter alsnog in 2012, in Nederland.[5]